# Катоблепас
Катоблепас (от греч. καταβλέπω [katablépō] «смотреть вниз») — легендарное существо, описанное сначала Плинием Старшим, а затем и Клавдием Элианом, обитающее в Эфиопии. В легендах это существо имеет тело буйвола и голову кабана. Задняя часть его туловища имеет значительные размеры и защищает зверя, а его голова всегда опущена вниз. Его взгляд или дыхание может превратить людей в камень или убить их, причём взгляд его опасен якобы даже для других катоблепасов и самого смотрящего, если он вдруг сможет увидеть себя.
Образ катоблепаса, по современным предположениям, основывается на реальных встречах с антилопами гну: некоторые словари утверждают, что слово является синонимом слова «гну». Впоследствии катоблепаса как реальное животное описывал Леонардо да Винчи.

## В искусстве
В настоящее время реальное существование катоблепаса не рассматривается даже криптозоологией, однако он изредка фигурирует в различных произведениях современного искусства, таких как фантастическая литература и компьютерные игры.

Катоблепас описывается в «Искушении святого Антония» Г. Флобера:

Катоблеп, чёрный буйвол со свиной головой, волочащейся по земле и прикрепленной к плечам тонкой, длинной и дряблой, как пустая кишка, шеей.

Катоблепс фигурирует в серии ролевых игр Dungeons & Dragons.
Встречается в играх Final Fantasy VIII, Heroes of Might and Magic III (фигурируют под названием «Горгоны»), The Witcher (под именем «Горгон»), Pathos, Dungeon Crawl Stone Soup, Warriors Orochi 4 (в качестве ездового животного).